# Видрас, Алекос
Алекос Видрас (греч.  Αλέκος Βίδρας  1919 – 26 июля 1947) ) – греческий коммунист. Командир подразделений Народно-освободительной армии Греции (ЭЛАС) и Демократической армии Греции (ДСЭ). 
Благодаря фотографии С. Меледзиса, “фотографа греческого Сопротивления” , фигура Алекоса Видраса стала символом Сопротивления и изображена на сотнях мемориальных плит, в изданиях и на знамёнах организаций ветеранов Сопротивления.

## Биография
Алекос (Алексис, реже и ошибочно упоминается как Александрос) Видрас родился в 1919 году в селе Полинери западно-македонского нома Гревена.
Родители, Яннис и Яннула, были скотоводами. Сам Алекос Видрас предпочёл профессию строителя.
В Греко-итальянскую войну (1940—1941) воевал в Эпире и Албании.
С началом тройной, германо-итало-болгарской, оккупации Греции примкнул к организациям Сопротивления, был арестован и заключён в тюрьму в Ларисе.
При перевозке из Ларисы в западно-македонский город Козани, где на суде должно было слушаться его дело, бежал, выпрыгнув с грузовика.
Примкнул к первому партизанскому отряду южного Олимпа, в который первоначально вошли в основном жители городка Царицани.
Отличился в боях, выделялся среди партизан тем, что поначалу носил греческую фустанеллу, как и герои Освободительной войны (1821—1829).
После освобождения страны, в период т. н. «Белого террора» (1945—1946), как и тысячи других бывших бойцов Сопротивления, был вынужден вновь уйти в горы.
В звании майора возглавил батальон 217 бригады Демократической армии Греции (ДСЭ).
Погиб в сражении за город Гревена 26 июля 1947 года.
Его племянник, также Алекос Видрас, стал математиком, преподавал во многих университетах мира и сегодня является профессором Кипрского университета.